# Gentiana occidentalis
Gentiana occidentalis är en gentianaväxtart som beskrevs av Jakowatz. Gentiana occidentalis ingår i släktet gentianor, och familjen gentianaväxter. Inga underarter finns listade i Catalogue of Life.